# U.S. Men's Clay Court Championships 1976
L'U.S. Men's Clay Court Championships 1976 è stato un torneo di tennis giocato sulla terra. È stata la 66ª edizione del U.S. Men's Clay Court Championships, che fa parte del Commercial Union Assurance Grand Prix 1976. Si è giocato a Indianapolis negli Stati Uniti dal 9 al 16 agosto 1976.

## Campioni

### Singolare
Jimmy Connors ha battuto in finale  Wojciech Fibak con il punteggio di 6–2, 6–4

### Doppio
Brian Gottfried /  Raúl Ramírez hanno battuto in finale  Fred McNair /  Sherwood Stewart con il punteggio di 6–2, 6–2